# Vère II (évêque de Vienne)
Pour les articles homonymes, voir Vère et Vère de Vienne.
Vère ou Vérus (Verus) est un saint de l’Église catholique (célébré le 13 janvier) et un évêque de Vienne, de la fin du VIe siècle. Il est dit Vère II pour le distinguer du premier évêque, Vère I, au IVe siècle.

## Biographie
Vère ou Vérus (latin Verus, Veri) est mentionné dans le Catalogue des évêques de Vienne produit par l'évêque Adon de Vienne (799-875), dans sa Chronique,,. Il correspond au second évêque dans ce catalogue et au troisième de la Notice chronologico-historique sur les archevêques de Vienne (1879) de l'historien Ulysse Chevalier.
Chevalier indique qu'il serait issu d'une famille sénatoriale. Il est nommé par le roi de Bourgogne (v. 584-592) Gontran sur le siège archiépiscopal de Vienne, en 586, succédant à l'évêque Evance (Evantius),.
Vère serait mort au cours de l'année 596, année vers laquelle son successeur, Didier est mentionné dans une lettre du pape.

## Culte
Vère est inscrit au Martyrologium Hieronymianum à la date du 13 janvier (Bollandistes),. Il est désormais célébré, dans le diocèse de Grenoble-Vienne, le 1er juillet avec saint Martin et tous les saints évêques de Vienne.